# Маєрлінг
«Маєрлінг» (англ. Mayerling) — французько-британський драматичний фільм 1968 року, який створив режисер Теренс Янг за однойменним романом Клода Ане, заснованим на реальних історичних подіях. У головних ролях Омар Шариф і Катрін Денев.

## Сюжет
Австро-Угорщина, кінець 1880-х років. Кронпринц Рудольф дотримується ліберальних поглядів на прогресивну політику своєї країни, внаслідок чого у нього відбуваються постійні непорозуміння з батьком — імператором Францем-Йосифом. Імператриця Єлизавета намагається зрозуміти сина, але застерігає від радикальних дій. Підтримуючи стосунки з принцем Уельським, майбутнім королем Великої Британії Едуардом VII, Рудольф почувається людиною, яка народилася не в той час в країні, де не розуміють необхідності соціальних реформ. Рудольф знаходить порятунок від шлюбу без кохання з принцесою Стефанією з коханою — баронесою Марією Вечера. Їхня таємнича загибель 30 січня 1889 року у замку Маєрлінг неподалік Відня породила безліч чуток, але фінал фільму припускає, що закохані вчинили самогубство, коли зрозуміли, що Габсбурги не дозволять їм бути разом.

## У ролях
| Актор                    | Роль                            |
| ------------------------ | ------------------------------- |
| Омар Шариф               | кронпринц Рудольф               |
| Катрін Денев             | Марія Вечера                    |
| Джеймс Мейсон            | імператор Франц Йосиф I         |
| Ава Гарднер              | імператриця Єлизавета Баварська |
| Андреа Парізі            | принцеса Стефанія               |
| Джеймс Робертсон Джастіс | Едуард, принц Уельский          |
| Женев'єв Паж             | графиня Марія Ларіш             |
| Шарль Мійо               | граф Тааффе                     |
| Моні Дальмес             | Гелена Вечера                   |
| Фаб'єн Далі              | Міцці Каспар                    |
| Бернар Ла Жарріж         | Лошек                           |
| Лін Шардонне             | Анна Вечера                     |
| Моріс Тейнак             | Моріс Зепс                      |
| Жак Бертьє               | ерцгерцог Йоганн Сальватор      |

## Історія створення
При написанні сценарію Теренс Янг використав два романи: «Маєрлінг» (1930) Клода Ане, який вже був екранізований 1936 року режисером Анатолем Літваком з  Шарлем Буає і Даніель Дар'є у головних ролях, та «Архієпископ» Майкла Арнольда. Музику до фільму створив Франсіс Ле, також у стрічці звучить адажіо з балету Арама Хачатуряна «Спартак». Прем'єра стрічки відбулася у Лондоні 22 жовтня 1968 року. У Франції стрічка вийшла в прокат 19 грудня того ж року.

## Номінації
Золотий глобус
- 1970 — Номінація на найкращий іноземний фільм англійською мовою.